# Ardabil
Ardabil (persisk: اردبیل; også kendt som Ardebil; ældgammel navn: Artavil) er en historisk by i det nordvestlige Iran. Navnet Ardabil kommer fra det zarathustriske Artavil, hvilket betyder et helligt sted. Ardabil er provinsens Ardabil hovedby. Byens indbyggertal er cirka 340.000, hvoraf flertallet er etniske aserbajdsjanere.
Byen er berømt for dens silke- og tæppetradition; de ældgamle Ardabil-tæpper anses som de bedste klassiske persiske tæpper. Ardabil er også kendt for at være sæde for det hellige gravmæle over sheik Safi al-Din, eponym af Safavide-dynastiet.
- Wikimedia Commons har flere filer relateret til Ardabil